# Pyrinia incensata
Pyrinia incensata là một loài bướm đêm trong họ Geometridae.